# Catalunya Lliure
Catalunya Lliure (Cataluña Libre) fue una coalición electoral española de orientación independentista catalana creada en junio de 1989 y que agrupaba al MDT-PSAN y a antiguos miembros del Front Nacional de Catalunya, para participar en las elecciones al Parlamento Europeo de dicho año a partir de un llamamiento de abril de ese mismo año hecho por la banda terrorista Terra Lliure para la creación de una candidatura única del independentismo catalán a las elecciones europeas. Consiguió 19 586 votos y en diciembre de ese año se convirtió en un partido político. Catalunya Lliure defendía la unificación de los Países Catalanes, al pueblo trabajador catalán y la defensa legítima de todas las formas de lucha, incluida la lucha armada. Sus líderes eran Josep Guia, Salvador Balcells y Jordi Moners. 
En 1991 publicó un anteproyecto de Constitución para Cataluña, que se convirtió en el referente de su actuación política y se presentó a las elecciones municipales de ese mismo año en varias poblaciones catalanas, obteniendo la alcaldía de Vilamacolum. Sin embargo, tras los malos resultados obtenidos, a finales de ese año, una parte importante de la militancia, entre los que estaba el líder de la formación en el Rosellón, Jordi Vera, abandona la organización y se integra en ERC. La organización se reciente enormemente; en la elecciones al Parlamento de Cataluña de 1992 sólo obtendría unos 5600 votos e irá languideciendo hasta que el PSAN la abandona a finales de 1996 y se integran sus restos en la Plataforma per la Unitat d'Acció.